# Црноноси шаренац
Црноноси шаренац (Melitaea athalia ) је дневни лептир из породице шаренаца (Nymphalidae).

## Опис
Црне линије које пресецају вене крила формирају мрежу прилично неправилног облика. Већи је од црвеноносог шаренца (Melitaea aurelia), који му је најсличнији. Боја и величина су веома варијабилни, и у складу са тим, описан је велики број подврста и форми. Распон крила је 36–42 mm.

## Распрострањење
Типична палеарктичка врста која живи у целој Азији до Јапана, и практично свуда у Европи. Необично је да је прилично малобројна у Немачкој и на Британским острвима, па је у појединим државама заштићена. Распрострањена је и честа у целој Србији, мада нешто ређа у Војводини.

## Биологија
Присутан је на свим ливадама и пашњацима, често и врло бројан.
У северној и централној Европи има једну генерацију, али у Србији се редовно јавља и друга тако да лептир лети од априла до октобра. Гусеница се храни великим бројем биљака, најчешће боквицом (Plantago spp.).
- мужјак
- мужјак одоздо
- женка
- женка одоздо